# Аниково
Ани́ково (рос. Аниково) — присілок у складі Бабушкінського району Вологодської області, Росія. Входить до складу Міньковського сільського поселення.

## Населення
Населення — 99 осіб (2010; 141 у 2002).
Національний склад (станом на 2002 рік):
- росіяни — 99 %